# Sandboxie
Sandboxie는 소포스가 개발(초창기 개발자는 Ronen Tzur이며, Invincea로부터 인수)한 샌드박스 기반 격리 프로그램으로, 32비트 및 64비트 윈도우 NT 기반 운영 체제를 지원한다. 샌드박스와 같은 격리된 운영 체제를 만들어주며, 그 안에서 로컬 드라이브나 매핑된 드라이브를 영구적으로 수정하지 않고도 응용 프로그램들을 실행하거나 설치할 수 있다. 격리된 가상 환경은 신뢰되지 않은 프로그램과 웹 서핑의 통제된 테스트를 허용한다.

## 반응
Sandboxie는 브라더소프트의 2010 에디터 선정 목록에 포함되었다.

## 같이 보기
- 응용 프로그램 가상화
- 구글 네이티브 클라이언트